# Raid de Tondern
Première Guerre mondiale
Le raid de Tondern ou l'opération F.7, est un bombardement britannique mené par la Royal Navy et la Royal Air Force contre la base aéronautique de la marine impériale allemande à Tønder, au Danemark, qui faisait alors partie de l'Allemagne. Les dirigeables étaient utilisés pour le bombardement stratégique de la Grande-Bretagne. Il s'agit de la première opération aéronavale de l'histoire menée par un avion lancé depuis un porte-avions. Le 19 juillet 1918, sept Sopwith Camel décollent du HMS Furious, un croiseur de bataille reconverti. Dénombrant la perte d'un homme et de plusieurs avions, les Britanniques détruisent les Zeppelins L 54, L 60 et ainsi qu'un ballon captif.

## Contexte

### Aéronavale
La Grande-Bretagne, le Japon et la Russie ont mené des raids aériens à partir de navires depuis 1914, mais il s'agissait d'hydravions mis à l'eau par des grues. Le Furious a été conçu pour que les avions décollent depuis son pont d'envol avant.

### HMSFurious

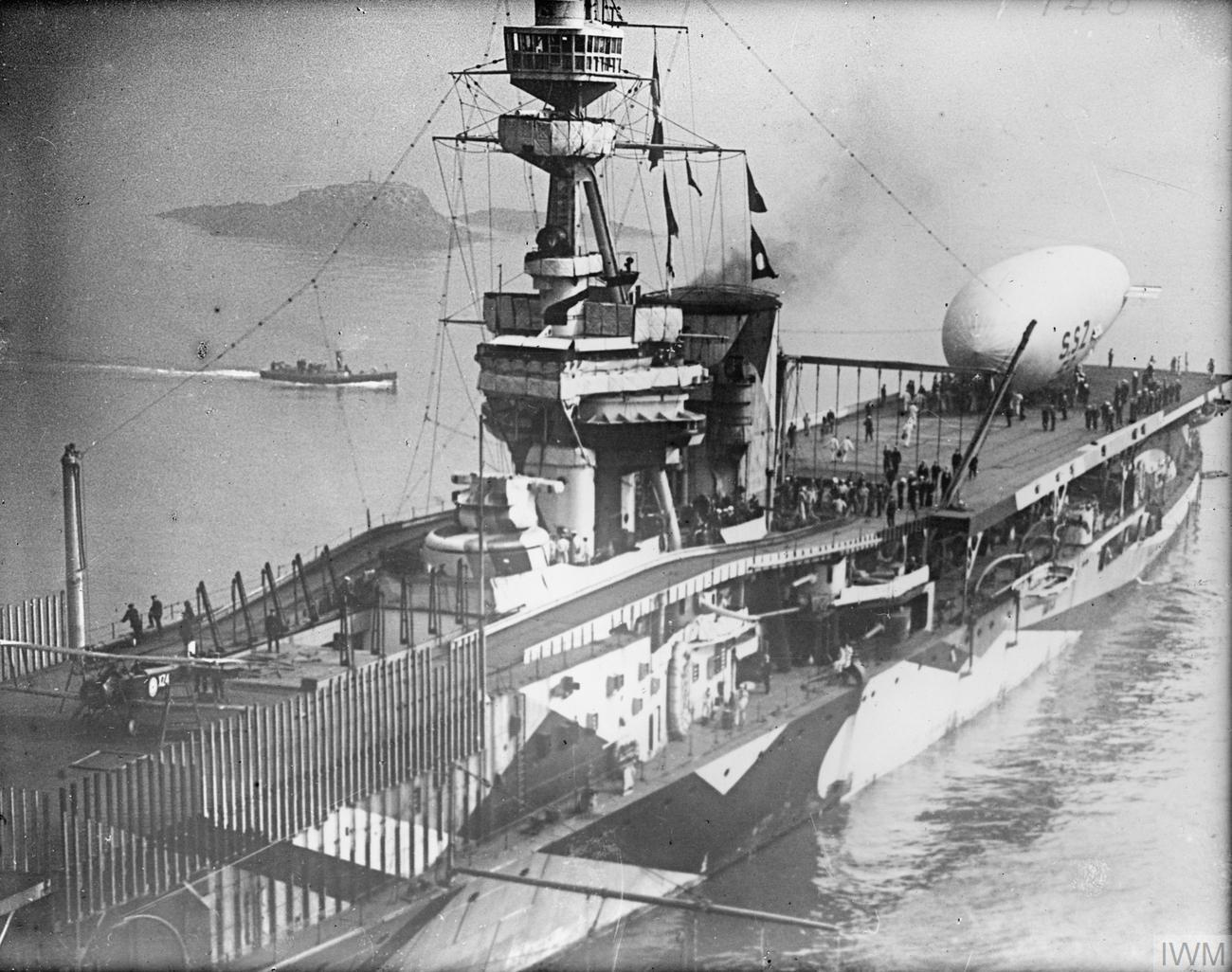
Le Furious peu après l'ajout de ses ponts d'envols en 1918. Un dirigeable de la classe SSZ se trouve sur le pont arrière.

En mars 1918, le croiseur de bataille HMS Furious a rejoint la Grand Fleet à Scapa Flow, battant pavillon du Rear Admiral Commanding Aircraft, Richard Phillimore (en). Le Furious a été converti en porte-avions lors de sa construction, avec l'ajout d'un pont d'envol à l'avant de sa superstructure principale. En 1917, le porte-avions est équipé du Sopwith Camel 2F.1a, variante navale du Sopwith Camel. Ceux-ci ont partiellement remplacé le Sopwith 1½ Strutter. À la fin de 1917, un second pont d'envol est installé à l'arrière, sur lequel l'atterrissage s'avéra « quasi aussi dangereux qu'un amerrissage en mer ». Jusqu'à ce que ce besoin s'en fasse sentir, le navire est envoyé en mission de reconnaissance au large de la baie de Heligoland, à la recherche de champs de mines et de preuves d'opérations antimines par les Allemands.

### Plan
Une attaque contre les bases de la division des dirigeables navals de la marine impériale allemande est suggérée au contre-amiral Phillimore par son officier d'état-major de la Royal Air Force, le lieutenant-colonel Robert Clark-Hall (en), et l'un de ses pilotes, le commandant d'escadre Richard Bell-Davies. Clark-Hall reçut l'approbation de Phillimore et celle du commandant en chef de la Grand Fleet, l'amiral David Beatty,. L'attaque initiale devait impliquer les 1½ Strutter, mais ceux-ci étant trop précieux pour la reconnaissance, les Sopwith Camel sont remplacés pour l'opération, disposant d'un rayon d'action suffisant pour mener l'attaque contre la base de dirigeables de Tønder.

## Prélude

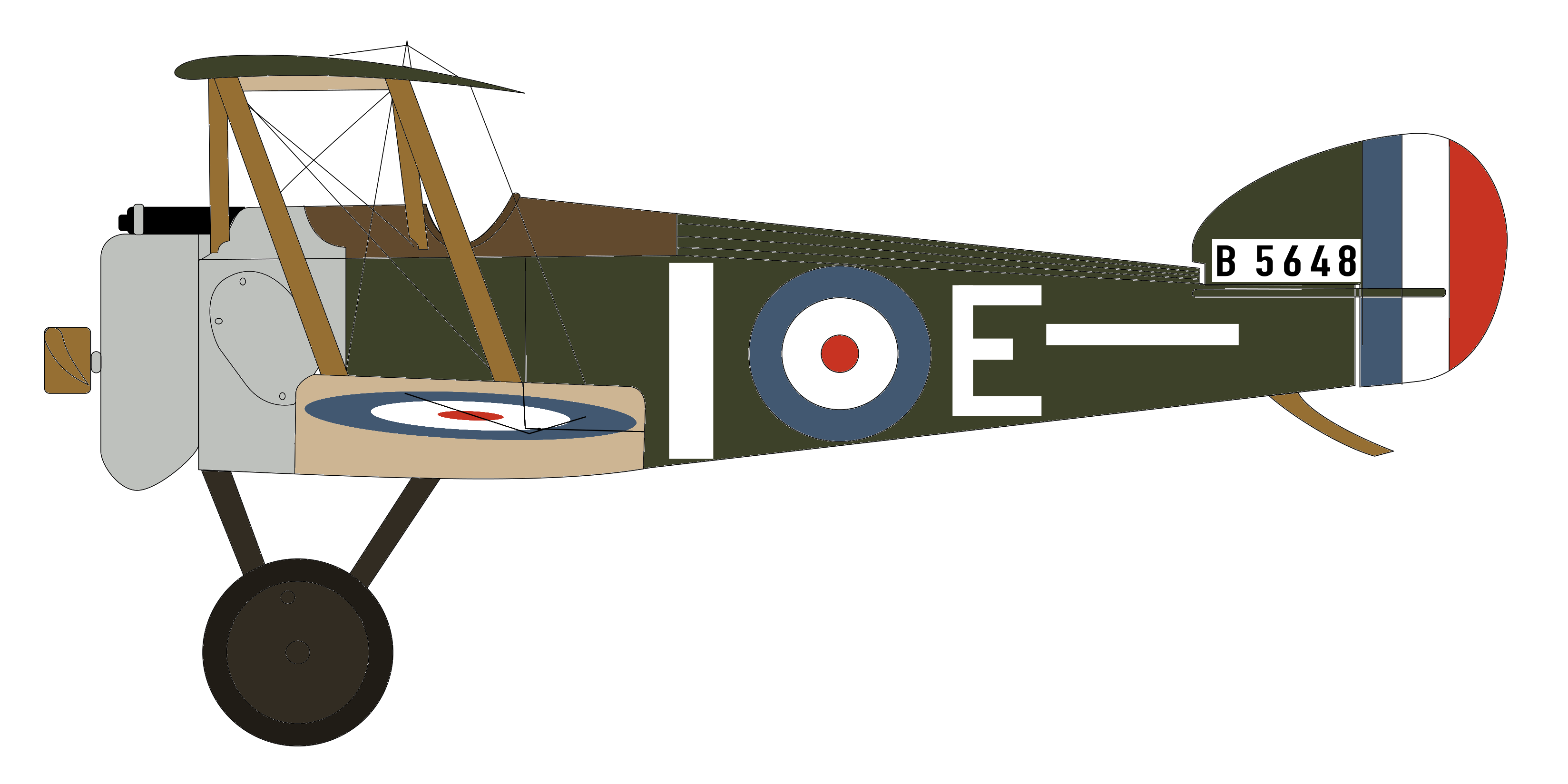
Profil d'un Sopwith Camel F.1, similaire à ceux utilisés lors du raid.

L'opération F.6 est un plan impliquant deux vagues de quatre avions, chaque pilote recevant une formation spéciale. Le major Moore est affecté avant la date prévue du 29 juin 1918, date à laquelle il est trop tard pour former un remplaçant. L'entraînement consiste en des bombardements sur l'aérodrome de Turnhouse, où les contours des trois hangars à dirigeables de Tondern sont tracés au sol. Les avions sont pilotés par les capitaines W. D. Jackson, William Dickson, Bernard Smart et T. K. Thyne et les lieutenants N. E. Williams, S. Dawson et W. A. Yeulett. Le 27 juin, le Furious appareille de Rosyth, escorté par le 1er escadron de croiseurs légers et huit destroyers de la 13e flottille de destroyers. Le 29 juin, les navires atteignent le point de décollage mais avec un vent de force 6, le vol est jugé trop risqué et l'opération est annulée.

## OpérationF.7
Une nouvelle tentative, appelée opération F.7, débute lorsque le Furious reprend la mer à 12 h 03 le 17 juillet. Cette fois, il est escorté par la force B, comprenant une division de la 1re escadre de combat (nouveaux cuirassés de la classe Revenge), la 7e escadre de croiseurs légers et plusieurs destroyers. Les canons de la tourelle « Y » du HMS Resolution sont chargés de bombes à fragmentation destinées à être utilisés contre les dirigeables. Pendant le transit, le destroyer HMS Valentine signale un contact sous-marin, sans résultat.
À 03 h 04 du matin du 18 juillet, les pilotes s’apprêtent à décoller du Furious lorsqu'un orage fait rage. Plutôt que d'annuler l'opération, il est décidé de la décaler de vingt-quatre heures, le Furious et son destroyer d'escorte se repliant avec la force B. L'escadron combiné navigue hors de portée au large des côtes danoises jusqu'au matin du 19 juillet et, voyant les conditions météorologiques se dégradant, le Furious fait décoller ses Camel entre 03 h 13 et 03 h 21. Le premier vol est composé de Jackson, Dickson et Williams ; le second de Smart, Dawson, Yeulett et Thyne. Thyne est contraint de faire demi-tour en raison d'un problème moteur avant d'atteindre la cible et abandonne son avion avant d'être secouru,.

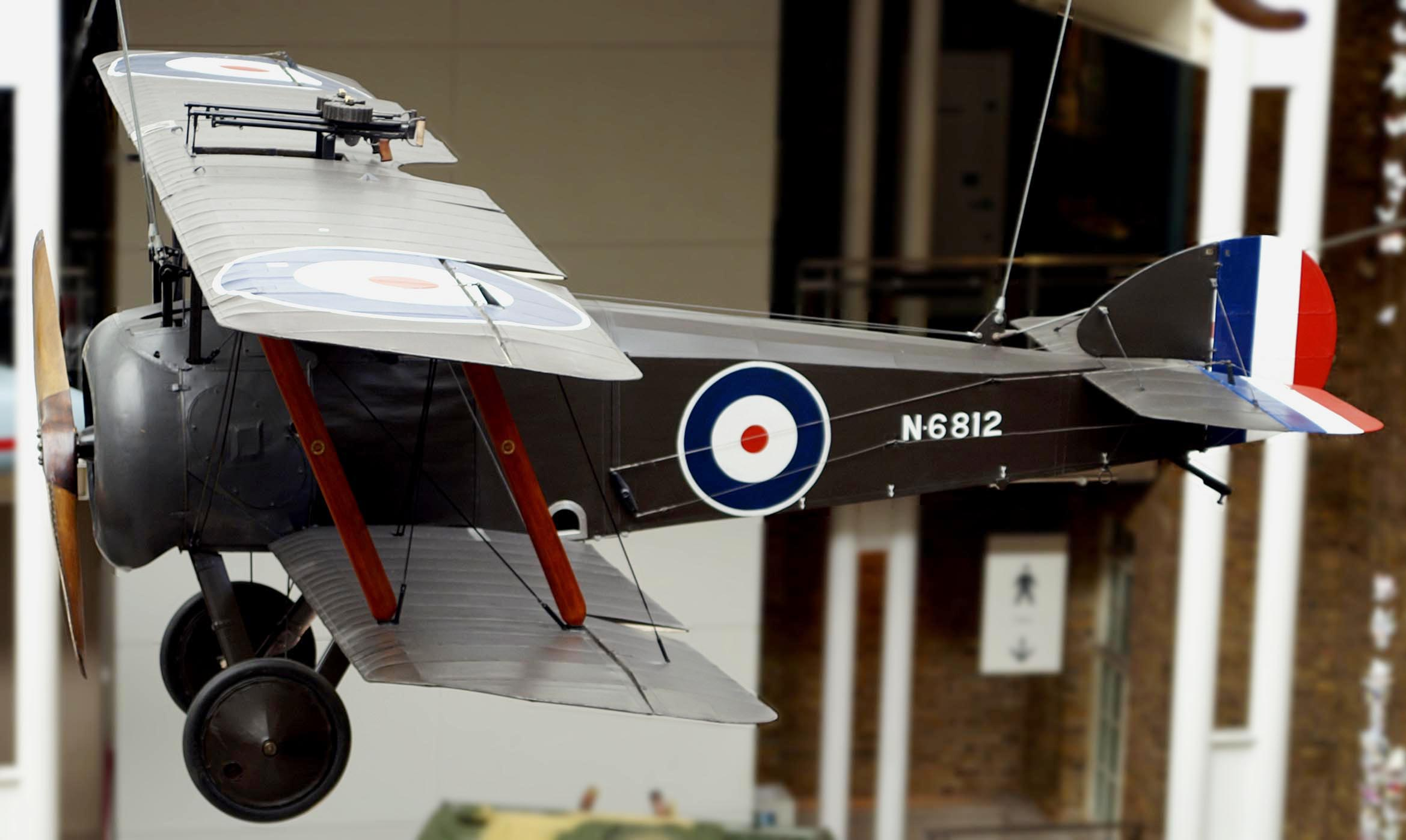
Réplique d'un Sopwith Camel à l'Imperial War Museum.

Les trois premiers avions arrivent au-dessus de Tondern à 16 h 35, prenant la base par surprise. Trois hangars à dirigeables sont repérés, que les Allemands appellent Toska, Tobia et Toni. Le Toska, le plus grand, est un double hangar et abrite les dirigeables L.54 et L.60. Le Tobias contient un ballon captif et le Toni est en cours de démantèlement. La première vague touche le hangar Toska avec trois bombes, provoquant l'explosion des ballonnets des L.54 et L.60 qui sont détruits par le feu, sans cependant provoquer la destruction du hangar. Une autre bombe de la première vague frappe le Tobias et endommage le ballon à l'intérieur. La seconde vague détruit le ballon captif et provoque plusieurs petites explosions sur un wagon chargé de bouteilles d'hydrogène. Malgré la perte des deux dirigeables, seuls quatre hommes sont blessés.
Malgré les tirs au sol de la part des défenseurs, seule une roue d'un train d'atterrissage d'un Camel (appartenant à la seconde vague) est endommagée. Williams, Jackson et Dawson, estimant qu'ils n'ont pas assez de carburant pour rejoindre l'escadre britannique en mer, décident d’atterrir au Danemark. Dickson, Yeulett et Smart décident quant à eux de faire route au large. Dickson amerrit à 05 h 55 et Smart, rencontrant des problèmes de moteur, amerrit à 06 h 30. Yeulett est porté disparu et présumé noyé ; les autorités supposent qu'il a été contraint d'amerrir prématurément en raison d'un manque de carburant. L'escadre britannique a attendu les autres pilotes jusqu'à environ 7 heures du matin, avant de faire route vers la base.

## Conséquences

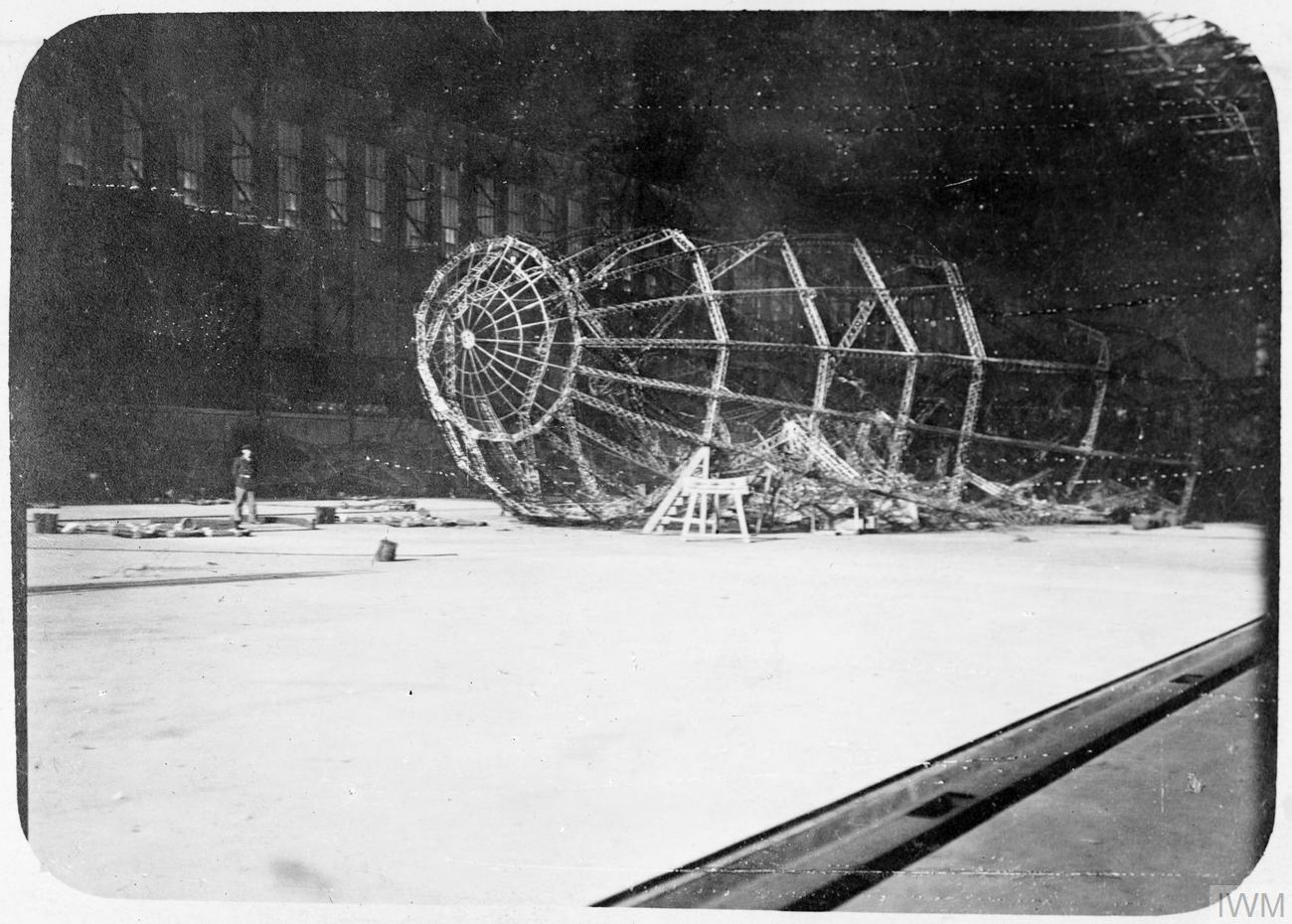
Épave des Zeppelins LZ 99 (L 54) et LZ 108 (L 60) dans leurs hangars.

La division aéronavale allemande réparera rapidement le hangar Toska, mais le Tondern sera utilisable uniquement comme site d'atterrissage d'urgence. Les défenses des autres bases seront améliorées et une partie du terrain jouxtant la base aéronavale de Nordholz (en) sera incendiée pour éviter qu'elle ne soit visée par les bombes.

### Opérations ultérieures
À partir de 1917, un raid sur la flotte allemande de haute mer à l'aide du nouveau bombardier-torpilleur Sopwith Cuckoo est planifié. L'avion n'est cependant pas disponible en nombre suffisant avant le début de 1919 et le plan ne sera finalement pas réalisé. Ce concept est relancé pendant la Seconde Guerre mondiale et en 1940, lors de la bataille de Tarente, les cuirassés de la Regia Marina ont été attaqués, provoquant la perte de trois navires amarrés a quai.

### Pilotes britanniques
Dickson et Yeulett ont reçu l'Ordre de service distingué (DSO) et Smart a reçu une barrette porte médailles attachée à son DSO.
Le corps de Yeulett sera ensuite retrouvé en mer et enterré dans le cimetière de l'église Nørre Havrvig au Danemark.

### Lectures complémentaires
- Admiral Sir David Beatty, Grand Fleet Battle Instructions, London, HMSO, 1918 (OCLC 694732431)
- David Hobbs, The Royal Navy's Air Service in the Great War, Barnsley, Seaforth Publishing (Pen & Sword), 2017 (ISBN 978-1-84832-350-6)
- H. J. Newbolt, Naval Operations (with accompanying map case), vol. V, London, facs. repr. Imperial War Museum Department of Printed Books and Naval & Military Press, Uckfield, coll. « History of the Great War Based on Official Documents by Direction of the Historical Section of the Committee of Imperial Defence », 2003 (1re éd. 1931), 184–194 p. (ISBN 978-1-84342-493-2, lire en ligne)